# Paul Gibiard
Paul André Maurice Gibiard (* 17. November 1878 in La Bégude-de-Mazenc; † 20. Jahrhundert) war ein französischer Turner.

## Leben
Paul Gibiard belegte bei den Olympischen Spielen 1900 in Paris im Einzelmehrkampf den 37. Platz.